# Carmela Adani
Carmela Adani (Modena, 7 novembre 1899 – Correggio, 19 novembre 1965) è stata una scultrice italiana.

## Biografia
Carmela Adani nacque il 7 novembre 1899 a Modena in una famiglia di scalpellini che presto si stabilì a Correggio. Dimostrò da subito interesse per l'arte. Scolpì la sua prima opera nel 1919. Trasferitasi a Firenze, nel 1922 iniziò a lavorare nella bottega di Amalia Dupré e solo successivamente, nel 1935, si iscrisse all'Accademia di belle arti di Firenze dove si formò sotto la guida di Graziosi e Griselli ed ebbe modo di conoscere Pietro Annigoni, Elia Ajolfi e Nicola Sebastio.
A Firenze si occupò di varie opere. Scultrice ormai affermata, nel 1948 tornò a vivere a Correggio pur continuando a ricevere numerose commesse.
Lo stesso anno le fu conferita la medaglia d'argento al concorso per la realizzazione delle porte bronzee della Basilica di San Pietro in Vaticano.
Esponente della corrente figurativa, si dedicò principalmente a soggetti religiosi e ritratti.
Lavorò instancabilmente fino alla morte, avvenuta nel 1965.
Una gipsoteca delle sue sculture e modelli in gesso è allestita presso il Liceo "Rinaldo Corso" di Correggio.

## Opere
Tra le sue opere si ricordano:
- Madonna orante, Salone degli Arazzi, Museo il Correggio, Correggio, 1920
- pulpito di Budrione, Carpi, 1922
- bassorilievo, battistero di Fosdondo, Correggio, 1927
- altare del Santissimo Sacramento, Basilica di San Quirino, Correggio, 1928
- pala marmorea, Certosa di Firenze, 1931
- altare maggiore, San Martino di Correggio, 1944
- altare laterale, San Martino di Correggio, 1945
- monumento a Monsignor Comboni, piazza Sant'Isolo, Verona, 1957
- monumento a San Giuseppe, Fiesole, 1958
- pala marmorea e Battistero, chiesa parrocchiale di Regina Pacis, Reggio Emilia, 1958
- statua del Cristo, Centro del Sacro Cuore, Baragalla, Reggio Emilia, 1956

Più che altro la statua del Cristo di Baragalla è alta 4,70 metri. Il bozzetto di 60 centimetri scolpito nel 1954 è conservato nel museo "Il Correggio". 